# Lili Zanuck
Lili Fini Zanuck (Leominster, 2 de abril de 1954) é um produtora e cineasta estadunidense.

## Vida pessoal
Ela foi casada com Richard D. Zanuck de 1978 até sua morte em 2012.

## Filmografia
Em 1988, Zanuck e seu marido formaram a The Zanuck Company. O primeiro filme que eles produziram foi Conduzindo Miss Daisy, que ganhou quatro Oscars.
Ela dirigiu Rush - Uma Viagem ao Inferno (1991) e o documentário Eric Clapton: A Life in 12 Bars.
Zanuck também co-produziu uma série de filmes, incluindo O Preço da Traição, Atraída pelo Crime e Reino de Fogo.
Em março de 2000, Zanuck co-produziu a cerimônia do Oscar 2000 com seu marido.